# Scheibenwelt

Scheibenwelt-Icon

Die Scheibenwelt (engl. Discworld) ist eine fiktive Welt und der Schauplatz zahlreicher bizarrer, humorvoller Romane des englischen Schriftstellers Terry Pratchett.

## Die Scheibenwelt
Die Scheibenwelt ist eine flache, scheibenförmige Welt mit einem Durchmesser von etwa 10.000 Meilen (rund 16.000 Kilometer). Ihr Umfang beträgt somit etwas über 30.000 mi (entsprechend etwas über 50.000 km), die Oberfläche demnach knapp 80 Millionen mi² (knapp mehr als 200 Millionen km²), was etwas weniger als der Hälfte der Erdoberfläche entspricht.
Die Welt ruht auf den Rücken von vier Elefanten (Berilia, Tubul, Groß-T'Phon und Jerakeen), die wiederum auf dem Rücken der Sternen-Schildkröte Groß-A’Tuin stehen. Die durch den Weltraum „schwimmende“ Schildkröte ist ein von der indischen Mythologie inspiriertes Weltbild.
Auf den ersten Blick erscheinen die Scheibenwelt und ihre Bewohner wie normales, durchschnittliches Fantasy-Interieur: Hexen, Zauberer, Trolle, Zwerge und Magier. Tatsächlich aber persiflieren die Geschichten sowohl klassische Fantasy- und Science-Fiction-Motive als auch viele Themen aus unserer Welt, die bei Pratchett die „Rundwelt“ heißt.
Immer wieder Thema ist unsere Art narrativen Denkens. Die Scheibenwelt ist ein Ort, an dem Geschichten, Allegorien und Metaphern real sind. Es gibt dort die Zahnfee, einen Weihnachtsmann, den „Schneevater“, und vor allem hunderte Götter. Die Scheibenwelt lässt Dinge real werden, wenn man nur genügend an sie glaubt. Klassische Humor-Klischees, wie die rauchenden Stiefel, die stehen bleiben, wenn eine Explosion eine Person zerfetzt, oder das brennende Rad, das bei einer Kutschenexplosion unweigerlich aus den Trümmern rollt, werden ebenso thematisiert wie die berühmte Chance von Eins zu einer Million, die selbstverständlich zwingend eintreten muss.
Alltägliche Rundwelt-Phänomene wie der Rock ’n’ Roll, Kino und Film, die freie Presse, Religion, Philosophie oder die Geldwirtschaft werden ironisch gebrochen auf den Leser zurück gespiegelt. Geschichtsklischees über chinesische oder ägyptische Geschichte, verschiedene Regierungsformen, vom Despotismus bis zur Demokratie, Ursachen für die Entstehung von Krieg, kaum ein Thema, das auf der Scheibenwelt nicht aus einer eigenen, neuartigen Perspektive gesehen wird. Computer (HEX) fehlen dabei genauso wenig wie die schnelle digitale Nachrichtenübertragung via Klackertürmen. Ein ganz eigenes Kapitel ist Terry Pratchetts Verhältnis zu PDAs, ihrem Sinn und ihren Nutzungsbedingungen. Auf der Scheibenwelt sind es Kästen, in denen ein eingesperrter Kobold seinen Dienst versieht. Kommandeur Mumm wird von seiner Gattin Lady Sybil kontinuierlich mit den neuesten Versionen dieser Geräte versorgt.
Pratchett parodiert das Genre Fantasy und erschafft gleichzeitig eine eigene durchaus glaubhafte Welt, in der mit abgründigem Humor überaus ernsthafte Themen diskutiert werden. Das gesamte Personal gängiger Fantasy kommt zum Einsatz. Zauberer, ständig rauchend und essend und deswegen dick und kurzatmig, bekämpfen grässliche, namenlose Dinge, aus den Kerkerdimensionen, die ständig versuchen, in die „reale“ Dimension herüberzuwechseln – in Anspielung auf das Werk von Lovecraft. Es gibt weibliche Zwerge, die von den traditionellen Zwergen diskriminiert werden, die darauf beharren, es gäbe nur männliche Zwerge – der Feminismus macht auch vor der Scheibenwelt nicht halt. Es gibt Helden im Pensionsalter, abstinente Vampire, eine multiethnische Polizeitruppe sowie Hexen, Kobolde, Trolle, Golems, Elfen und Banshees. In den neuesten Romanen (Club der unsichtbaren Gelehrten und Steife Prise) verwendete Pratchett vermehrt Elemente aus dem Werk von J. R. R. Tolkien, z. B. durch die Einführung neuer Rassen wie Orks und Goblins.
Einige Charaktere dienen quasi als Prototypen für bestimmte verallgemeinerbare Phänomene und tauchen deshalb in fast allen Romanen der Scheibenwelt auf. Die anthropomorphe Personifizierung von Tod ist, wie in der Rundwelt auch, immer präsent, und wenn er es nicht ist, wird seine Präsenz unverwechselbar angedeutet. Etwa dadurch, dass eine Nebenfigur im Gedränge der Stadt Ankh-Morpork jemanden anrempelt, sich entschuldigt, und der Angerempelte in den für die Stimme des Todes typischen Versalien antwortet und andeutet, dass man sich sicherlich bald beruflich wiedersehen werde. Diese dauerhafte Präsenz des Todes ist jedoch nicht angstbesetzt, sondern lässt viel Spielraum für Humor – in vielen Fällen Galgenhumor.
Die scheibenweltumspannende Präsenz von Handel und Geschäft repräsentiert die Figur des immer wieder tragisch scheiternden Geschäftsmannes T.M.S.I.D.R. Schnapper. Sein Basisgeschäft ist der Verkauf grässlicher Würstchen bzw. – je nach Weltgegend, in der er auftaucht – einer anderen lokalen „Spezialität“.
Schließlich der Bibliothekar der Unsichtbaren Universität, ein Zauberer, den ein magischer Unfall in einen Orang-Utan verwandelt hat. Er repräsentiert die wilde, unbändige Verwandlungskraft, die Bildung in die Welt bringen kann, wenn man sie denn lässt. Aber auch das Fremdartige, das von Wissen ausgelöst werden kann, findet in seiner Figur Platz. Obwohl er nur eine Silbe spricht, nämlich „Ugh“, wird er von jedem verstanden, der sich die Mühe macht, gut zuzuhören. Als Herrscher über den sogenannten B-Raum (im englischen Original: L-Space), ein multidimensionales Konstrukt, das sämtliche Bibliotheken durch Raum und Zeit miteinander verbindet, repräsentiert Der Bibliothekar auch die vielen Querverbindungen zwischen den verschiedenen Romanen.
Als eine Art Running Gag lassen sich die ethnospezifischen Sprachfehler (der Satzbau der Trolle, das Lispeln der Igors) oder ganz spezifische Ausdrucksweise einzelner Akteure betrachten. Sie durchziehen konsequent alle Bücher und charakterisieren manche Gruppen besser, als eine Beschreibung es könnte.
Für weitergehende Informationen zu Personen und Orten, siehe: Figuren und Schauplätze der Scheibenwelt-Romane.

## Gedruckte Werke

### Romane
Alle 41 bisher zur Scheibenwelt erschienenen Romane wurden ins Deutsche übersetzt. Die einzelnen Romane erzählen teilweise zusammenhängende Geschichten, können aber in einer beliebigen Reihenfolge gelesen werden. Einige Geschichten, die Personen und Orte sind aber deutlich besser zu verstehen und einzuordnen, wenn man andere Romane schon gelesen hat.
Viele Bücher gibt es als Hörbuch-, Comic- oder Filmbearbeitungen.

### Die Gelehrten der Scheibenwelt
Ian Stewart und Jack Cohen erläutern innerhalb einer Rahmenhandlung von Terry Pratchett die Geschichte der Erde und Probleme moderner Wissenschaften und ihrer Didaktik. Diese Tetralogie wird oft fälschlicherweise nicht in das Handlungsgefüge der Scheibenwelt miteinbezogen. In Wirklichkeit nimmt der Band Einfluss auf die Zauberer-Reihe, weil u. a. Rincewind in Die Gelehrten der Scheibenwelt vom stellvertretenden Bibliothekar zum „Professor für ungewöhnliche und grausame Geographie“ befördert wird, was in Wahre Helden erwähnt wird.
- Die Gelehrten der Scheibenwelt (The Science of Discworld). (Mit Ian Stewart, Jack Cohen) Heyne, 2000, ISBN 3-453-17330-9; Neuauflage: Piper, 2004, ISBN 3-492-28521-X
- Rettet die Rundwelt! – Mehr von den Gelehrten der Scheibenwelt (The Science of Discworld II: The Globe). (Mit Ian Stewart, Jack Cohen) Heyne, 2003, ISBN 3-453-86174-4; Neuauflage unter dem Titel Die Philosophen der Rundwelt. Piper, 2004, ISBN 3-492-28522-8
- Darwin und die Götter der Scheibenwelt (The Science of Discworld III: Darwin’s Watch). (Mit Ian Stewart, Jack Cohen) Piper, 2006, ISBN 3-492-26593-6
- Das Jüngste Gericht: Die Wissenschaft der Scheibenwelt 4  (The Science of Discworld IV: Judgement Day: (Science of Discworld 4) ). (Mit Ian Stewart, Jack Cohen) Piper, 2013, ISBN 3-492-26946-X

### Scheibenwelt-Landkarten
- Die Straßen von Ankh-Morpork. Eine Scheibenwelt-Karte (The Streets of Ankh-Morpork. A Discworld Map). Goldmann, 1996, ISBN 3-442-24719-5
- The Discworld Mapp (mit Stephen Briggs, nur englisch) Corgi, 1995
- A Tourist Guide to Lancre. A Discworld Mapp (mit Stephen Briggs, Paul Kidby, nur englisch) Corgi, 1998
- Death's Domain. A Discworld Mapp (mit Paul Kidby, nur englisch) Corgi, 1999

### Quizbücher
- Terry Pratchetts Scheibenwelt-Quizbuch (The Unseen University Challenge). (Von David Langford), Goldmann 2000, ISBN 3-442-44514-0
- The Wyrdest Link (von David Langford). Goldmann 2002, ISBN 0-575-07319-5

### Theaterstücke
Stephen Briggs und andere setzten verschiedene Bücher auch als Skripte für Theaterstücke um, die in verschiedener Auflagengröße (zwischen 10 und 28800 Exemplaren) von verschiedenen Verlagen, hauptsächlich in englischer Sprache herausgegeben wurden.
- Mort. Corgi, 1996, ISBN 0-552-14429-0
- Wyrd Sisters. Corgi, 1996, ISBN 0-552-14430-4
- Guards!Guards! Corgi, 1997, ISBN 0-552-14431-2
- Men at Arms. Corgi, 1997, ISBN 0-552-14432-0
- Maskerade. Samuel French, 1998, ISBN 0-573-01829-4
- Carpe Jugulum. Samuel French, 1999, ISBN 0-573-01776-X
- Lords and Ladies. Samuel French, 2001, ISBN 0-573-01888-X
- Interesting Times. Methuen, 2002, ISBN 0-413-77219-5
- The Fifth Elephant. Methuen, 2002, ISBN 0-413-77115-6
- The Truth. Methuen, 2002, ISBN 0-413-77116-4
- The Amazing Maurice and his Educated Rodents. Oxford University Press, 2003, ISBN 0-19-831494-9
- Night Watch. Methuen, 2003
- Monstrous Regiment. Methuen, 2003
- Jingo. Methuen, 2005, ISBN 0-413-77446-5
- Going Postal. Methuen, 2005, ISBN 0-413-77447-3

### Weitere
- Die Scheibenwelt von A – Z. (The Discworld Companion.) Goldmann, 1996, ISBN 3-442-43263-4
- Turtle Recall: The Discworld Companion… so far. Gollancz, London 2012 – Aktualisierte Auflage des Discworld Companion (englisch)
- Nanny Oggs Kochbuch. (Nanny Ogg’s Cookbook) (mit Tina Hannan, Stephen Briggs, Paul Kidby) Goldmann, 2001, ISBN 3-442-45050-0
- The Discworld Portfolio. – Eine Sammlung von Paul Kidbys Zeichnungen mit Kommentaren von Terry Pratchett.
- The Art of Discworld. – Eine weitere Kollektion von Paul Kidbys Zeichnungen.
- Where’s My Cow? A Discworld picture book for people of all sizes. Doubleday, 2005, ISBN 0-385-60937-X (englisch) – Ein Kinderbuch mit Illustrationen von Melvyn Grant.
- Mythen und Legenden der Scheibenwelt (The Folklore of Discworld) (mit Jacqueline Simpson) Manhattan, 2009, ISBN 978-3-442-54662-6

## Scheibenwelt-Nebenprodukte

### Computerspiele
- The Colour of Magic (1986) – textbasiertes Adventure
- Discworld (1995) – erstes grafisches Discworld-Adventure, Hauptfigur Rincewind (Playstation, Sega Saturn, PC)
- Discworld II – Vermutlich vermisst…!? (1996, Originaltitel: Missing Presumed…!?; US-Titel: Mortality Bites) (Playstation, Sega Saturn, PC)
- Discworld Noir (Juli 1999) (Playstation, PC)

### Rollenspiele
- GURPS Discworld, Steve Jackson Games, wurde später umbenannt in:
- The Discworld Role Playing Game, ebenfalls Steve Jackson Games
- Discworld MUD, ein englischsprachiges, textbasiertes Online-Rollenspiel (Multi User Dungeon)
- Legend Of The Green Dragon – Scheibenwelt Edition – Ein Online-Rollenspiel auf der Basis von Legend of the Green Dragon

### Sonstige Spiele
- Thud, das Scheibenwelt-Spiel
- Leg Herrn Zwiebel rein
- Scheibenwelt – Ankh-Morpork, ein Brettspiel des Kosmos-Verlags
- Scheibenwelt – Die Hexen, ein Brettspiel von Asmodee

### Musik
Der Keyboarder Dave Greenslade veröffentlichte im Jahr 1994 das Scheibenwelt-Konzeptalbum From the Discworld, welches samt Covergestaltung von Josh Kirby und Booklet-Anmerkungen von Pratchett selbst den Eindruck eines „offiziellen“ Produkts erweckte. Neben überwiegend instrumentalen Stücken waren auch das in den Romanen häufig erwähnte Lied Des Zauberers Stab hat einen Knauf am Ende (engl.: The Wizard’s Staff Has a Knob on the End) sowie die Musik zum Stock-und-Eimer-Tanz zu hören.

### Verfilmungen
Von Soul Music und Wyrd Sisters gibt es Zeichentrick-Fernsehverfilmungen. Dazu gibt es einen achtminütigen Trailer, dessen Szenen aus dem Buch Alles Sense (engl.: Reaper Man) entnommen sind. Der Trailer erschien nur in englischer Sprache und trägt den Namen Welcome to the Discworld. Des Weiteren wurden Wyrd Sisters und Lords and Ladies von No Budget Productions verfilmt.
Das Buch Hogfather wurde unter der Regie von Vadim Jean zu Weihnachten 2006 für den britischen Fernsehsender Sky One verfilmt. Seit Dezember 2007 gibt es eine deutsch synchronisierte Version auch auf DVD; beide Teile wurden am 25. Dezember 2007 auf ProSieben erstmals im deutschen Fernsehen ausgestrahlt.
Des Weiteren wurden Pratchetts erste beiden Scheibenwelt-Romane Die Farbe der Magie und Das Licht der Fantasie von dem „Hogfather“-Team zusammen unter dem Titel The Colour of Magic verfilmt und am 23. und 24. März 2008 zweiteilig erstausgestrahlt; in Deutschland ist der 190 Minuten lange Film seit dem 9. Oktober 2008 auf einer DVD erhältlich und wurde am 11. Juli 2009 von RTL (unter dem Titel The Color of Magic – Die Reise des Zauberers) erstmals im deutschen Fernsehen gezeigt.
Going Postal (deutscher Titel Ab die Post) wurde von Regisseur Jon Jones verfilmt und erschien am 30. und 31. Mai 2010 zweiteilig auf Sky One und in Deutschland am 15. November 2010 auf DVD und Blu-ray. RTL brachte am 19. Mai 2013 den Film unter dem Titel Terry Pratchett – Ab die Post erstmals im deutschen Fernsehen. Terry Pratchett hat hier einen Cameo-Auftritt als Postzusteller.
2021 erschien die Fernsehserie The Watch, die stark von den Büchern inspiriert ist. 2022 erschien mit Maurice der Kater der erste Kinofilm.

### Weitere Fanartikel
Die Firma Clarecraft hat eine große Menge an Scheibenweltminiaturen herausgebracht. Sie sind in der Regel 5 bis 20 cm groß und stellen jeweils eine, manchmal auch mehrere, der in den Romanen vorkommenden Figuren dar. Zusätzlich wurden von derselben Firma Zinnminiaturen der Scheibenweltfiguren angeboten. Allerdings werden diese Figuren nicht weiter produziert, so dass sie nur noch schwer erhältlich sind.
2008 hat die polnische Firma Micro Art Studio die Rechte für Scheibenwelt-Miniaturen übernommen und produziert Zinnfiguren zu den verschiedenen Figuren im 30-mm-Maßstab.
Die britische Firma The Cunning Artificer produziert Miniaturen von Gebäuden und Geländestücken der Scheibenwelt. Sie stellt auch eine Reihe von Scheibenwelt-Briefmarken her.
Es existiert eine große Bandbreite von Produkten mit Motiven der Scheibenwelt.

## Deutsche Übersetzung
Die deutschen Erst-Übersetzungen stammen vorwiegend von Andreas Brandhorst und sind bei einigen Lesern umstritten. Im deutschen Text geht unvermeidlicherweise nicht nur viel von Pratchetts direktem Wortwitz verloren, sondern bei der Übersetzung müssen auch ganze Wortspiel-Systeme, die sich durch einen oder mehrere Bände ziehen, umformuliert und an meist weniger (oder gar nicht) komische Analogien angepasst werden.
Neben Brandhorst waren Bernhard Kempen, Gerald Jung und Regina Rawlinson als Übersetzer für Scheibenwelt-Romane tätig. Von Jung und Rawlinson stammen auch die ab 2011 herausgebrachten Neu-Übersetzungen, mit denen die Bücher einer breiteren Leserschaft zugänglich gemacht werden sollten.